# 23753 Бусдікер
23753 Бусдікер (23753 Busdicker) — астероїд головного поясу, відкритий 22 травня 1998 року.
Тіссеранів параметр щодо Юпітера — 3,646.